# كلوستريديوم غرانتي
كلوستريديوم غرانتي (سميت نسبة إلى ويليام دونالدسون غرانت) هو نوع من البكتيريا من فصيلة كلوستريدياسيا.